# Mecopodinae
Mecopodinae es una subfamilia de insectos ortópteros de la familia Tettigoniidae. 

## Especies
Según Orthoptera Species File (28 mars 2010):
- Aprosphylini Naskrecki, 1994
  - Aprosphylus Pictet, 1888
  - Cedarbergeniana Naskrecki, 1994
  - Ewanella Naskrecki, 1994
  - Griffiniana Karny, 1910
  - Pseudosaga Brancsik, 1898
  - Zitsikama Péringuey, 1916
- Leproscirtini Gorochov, 1988
  - Leproscirtus Karsch, 1891
- Mecopodini Walker, 1871
  - Anoedopoda Karsch, 1891
  - Arachnacris Giebel, 1861
  - Austromecopoda Rentz, Su & Ueshima, 2006
  - Characta Redtenbacher, 1892
  - Eumecopoda Hebard, 1922
  - Mecopoda Serville, 1831
- Pomatonotini Willemse, 1961
  - Pomatonota Burmeister, 1838
- Sexavaini Karny, 1924
  - Albertisiella Griffini, 1908
  - Dasyphleps Karsch, 1891
  - Diaphlebus Karsch, 1891
  - Huona Kuthy, 1910
  - Mossula Walker, 1869
  - Mossuloides Willemse, 1940
  - Ocica Walker, 1869
  - Paradiaphlebus Bolívar, 1903
  - Paramossula Willemse, 1940
  - Paraphrictidea Willemse, 1933
  - Phrictaeformia Willemse, 1961
  - Phrictaetypus Brunner von Wattenwyl, 1898
  - Phrictidea Bolívar, 1911
  - Pseudophrictaetypus Willemse, 1961
  - Segestes Stål, 1877
  - Segestidea Bolívar, 1903
  - Sexava Walker, 1870
- Tabariini Braun, Chamorro Rengifo & Morris, 2009
  - Encentra Redtenbacher, 1892
  - Rhammatopoda Redtenbacher, 1892
  - Tabaria Walker, 1870
- tribu indeterminada
  - Afromecopoda Uvarov, 1940
  - Apteroscirtus Karsch, 1891
  - Aulocrania Uvarov, 1940
  - Biroa Bolívar, 1903
  - Charisoma Bolívar, 1903
  - Corycoides Uvarov, 1939
  - Diaphlebopsis Karny, 1931
  - Elumiana Uvarov, 1940
  - Euthypoda Karsch, 1886
  - Gressittiella Willemse, 1961
  - Gymnoscirtus Karsch, 1891
  - Ityocephala Redtenbacher, 1892
  - Kheilia Bolívar, 1898
  - Leptophyoides Willemse, 1961
  - Neodiaphlebus Kästner, 1934
  - Pachysmopoda Karsch, 1886
  - Paradiaphlebopsis Kästner, 1934
  - Philoscirtus Karsch, 1896
  - Pseudophyllanax Walker, 1869
  - Vetralla Walker, 1869
  - Zacatula Walker, 1870